# Four Hundred Years
Four Hundred Years fue una banda estadounidense de emo y screamo, proveniente de Richmond, Virginia; formada en 1998.

## Historia
La banda se formó en Tucson, Arizona, luego del quiebre de la banda Groundwork, trasladándose luego a Richmond, Virginia. Presentaba un sonido similar a bandas emo de la primera mitad de la década de 1990, tales como Rites of Spring, Fugazi o Hoover, e incluso se presentó en conciertos con varias de éstas, destacando el propio Fugazi, Frodus y Sleepytime Trio. Realizó giras por Estados Unidos, Europa y Japón, hasta que en 2000 se desintegró, momento en que Daron Hollowell y Ash Bruce decidieron unirse a Bats and Mice.

## Integrantes
- Daron Hollowell – voz y guitarra
- Ash Bruce – batería
- Erin Housholder – bajo
- Dave Jackson – guitarra y voz

## Discografía
| Año  | Título                 | Discográfica   |
| 1998 | Transmit failure       | Lovitt Records |
| 1999 | Suture and other songs | Lovitt Records |
| 2000 | The new imperialism    | Lovitt Records |